# Tanacross
Pour la localité, voir Tanacross (Alaska).
Le tanacross est une langue athapascane du Nord parlée aux États-Unis, dans l'Est de l'Alaska.

## Phonologie
Les tableaux montrent les phonèmes consonantiques du tanacross en orthographe « américaniste », accompagnés de leur prononciation notée entre crochets dans l'API :

### Voyelles
|         | Antérieure  | Centrale | Postérieure |
| ------- | ----------- | -------- | ----------- |
| Fermée  |             |          | u [u]       |
| Moyenne | e [e] ɛ [ɛ] |          | o [o]       |
| Ouverte |             | a [a]    |             |

### Consonnes
|              |           | Bilabiales | Dentales | Alvéolaires | Alvéolaires | Postalvéolaires | Dorsales | Dorsales | Glottales |
| ------------ | --------- | ---------- | -------- | ----------- | ----------- | --------------- | -------- | -------- | --------- |
| Centrales    | Latérales | Bilabiales | Dentales | Palatales   | Vélaires    | Postalvéolaires |          |          | Glottales |
| Occlusives   | simples   |            |          | d [t]       |             |                 |          | g [k]    | ʼ [ʔ]     |
| Occlusives   | aspirées  |            |          | t [tʰ]      |             |                 |          | k [kʰ]   |           |
| Occlusives   | éjectives |            |          | tʼ [tʼ]     |             |                 |          | kʼ [kʼ]  |           |
| Affriquées   | simples   |            | dð [t͡θ]  | dz [t͡s]     | dl [t͡ɬ]     | j [t͡ʃ]          |          |          |           |
| Affriquées   | aspirées  |            | tθ [t͡θʰ] | ts [t͡sʰ]    | tł [t͡ɬʰ]    | č [ t͡ʃʰ]        |          |          |           |
| Affriquées   | éjectives |            |          | tsʼ [t͡sʼ]   | tłʼ [t͡ɬʼ]   | čʼ [ t͡ʃʼ]       |          |          |           |
| Fricatives   | sourdes   |            | θ [θ]    | s [s]       | ł [ɬ]       | š [ʃ]           |          | x [x]    | h [h]     |
| Fricatives   | sonores   |            | ð [ð]    | z [z]       | l [l]       | ž [ʒ]           |          | ɣ [ɣ]    |           |
| Nasales      | simples   | m [m]      |          | n [n]       |             |                 |          |          |           |
| Nasales      | Dévoisée  |            |          | n̥ [n̥]       |             |                 |          |          |           |
| Semi-voyelle | Simples   |            |          |             |             |                 | y [j]    |          |           |
| Semi-voyelle | Dévoisée  |            |          |             |             |                 | j̥ [j̥]    |          |           |

### Tons
Le tanacross est une langue tonale qui possède quatre tons : haut, bas, montant, descendant.